# 谷渾
谷 渾（こく こん、生年不詳 - 433年）は、中国の北魏の政治家・軍人。字は元沖。本貫は昌黎郡。

## 経歴
後燕の広武将軍の谷袞の子として生まれた。北魏の道武帝のとき、隷書が得意であることから内侍左右となった。明元帝のとき、前鋒将軍に転じ、河南への巡幸に従った。帰還すると、東宮給事に選ばれた。太武帝が即位すると、中書侍郎となり、振威将軍の位を加えられた。赫連昌に対する征戦に従って、驍騎将軍となった。侍中・安南将軍に転じて、儀曹尚書を兼ね、濮陽公の爵位を受けた。
谷渾は自分と合わない者を侮蔑したが、官にあっては廉直で、太武帝に重んじられた。谷渾の子孫の多くは中書の学生となった。433年春、死去した。諡は文宣といった。

## 子女
- 谷闡（字は崇基、小字は長命、濮陽公、平南将軍・相州刺史）
- 谷季孫（濮陽公、中部大夫、吐京鎮将）

## 伝記資料
- 『魏書』巻三十三 列伝第二十一
- 『北史』巻二十七 列伝第十五